# Ornduffia calthifolia
Ornduffia calthifolia är en vattenklöverväxtart som först beskrevs av Ferdinand von Mueller, och fick sitt nu gällande namn av Tippery och Les. Ornduffia calthifolia ingår i släktet Ornduffia och familjen vattenklöverväxter. Inga underarter finns listade i Catalogue of Life.